# Neera (figlia di Pereo)
Neera (in greco antico: Νέαιρα?, Néaira) è un personaggio della mitologia greca. Fu una principessa d'Arcadia.

## Genealogia
Figlia di Pereo, sposò Autolico e da Aleo fu madre di Auge, Cefeo e Licurgo.

## Mitologia
Dei tre figli, la figlia Auge divenne una sacerdotessa di Atena ed ebbe un figlio da Eracle, Pereo un re di Tegea ed uno degli argonauti e Licurgo infine fu un re dell'Arcadia.